# Арруда-душ-Виньюш
Арруда-душ-Виньюш (порт. Arruda dos Vinhos; [ɐ'ʁudɐ duʃ 'viɲuʃ]) — посёлок городского типа в Португалии, центр одноимённого муниципалитета в составе округа Лиссабон. Численность населения — 5,8 тыс. жителей (посёлок), 11,2 тыс. жителей (муниципалитет). Посёлок входит в регион Центральный регион, в субрегион Оэште. По старому административному делению входил в провинцию Эштремадура.

## Расположение
| Google Map |

Посёлок расположен в 30 км севернее центра Лиссабона.
Муниципалитет граничит:
- на севере — муниципалитет Аленкер
- на юго-востоке — муниципалитет Вила-Франка-де-Шира
- на юге — муниципалитет Лореш
- на западе — муниципалитет Мафра
- на северо-западе — муниципалитет Собрал-де-Монте-Аграсу

## Население
| Население Арруда-душ-Виньюш (1801—2004) | Население Арруда-душ-Виньюш (1801—2004) | Население Арруда-душ-Виньюш (1801—2004) | Население Арруда-душ-Виньюш (1801—2004) | Население Арруда-душ-Виньюш (1801—2004) | Население Арруда-душ-Виньюш (1801—2004) | Население Арруда-душ-Виньюш (1801—2004) | Население Арруда-душ-Виньюш (1801—2004) | Население Арруда-душ-Виньюш (1801—2004) |
| --------------------------------------- | --------------------------------------- | --------------------------------------- | --------------------------------------- | --------------------------------------- | --------------------------------------- | --------------------------------------- | --------------------------------------- | --------------------------------------- |
| 1801                                    | 1849                                    | 1900                                    | 1930                                    | 1960                                    | 1981                                    | 1991                                    | 2001                                    | 2004                                    |
| 2789                                    | 4339                                    | 5547                                    | 7670                                    | 8021                                    | 8875                                    | 9364                                    | 10 350                                  | 11 210                                  |

## История
Поселок основан в 1172 году.

## Районы
- Арраньо
- Арруда-душ-Виньюш
- Кардозаш
- Сантьягу-душ-Вельюш